# Hypotrigona gribodoi
Hypotrigona gribodoi är en biart som först beskrevs av Paolo Magretti 1884.
Hypotrigona gribodoi ingår i släktet Hypotrigona och familjen långtungebin. Inga underarter finns listade i Catalogue of Life.

## Utseende
Ett mycket litet bi med en längd av 2 till 3 mm. Färgen är vanligen svart; käkar, ben och bakkropp kan dock ibland vara gulorange.

## Ekologi
Släktet Hypotrigona tillhör de gaddlösa bina, ett tribus (Meliponini) av sociala bin som saknar fungerande gadd. De har dock kraftiga käkar, och kan bitas ordentligt. Som många arter av gaddlösa bin är biet en viktig pollinatör av ekonomisk betydelse för jordbruket. Det förekommer att man skördar honung från vildlevande samhällen.
Arten är generalist vad gäller värdväxter, och besöker blommande växter från många familjer, som amaryllisväxter, brakvedsväxter, gräs, harsyreväxter, johannesörtsväxter, korgblommiga växter, kransblommiga växter, mullbärsväxter, myrtenväxter, måreväxter, rökelseträdsväxter, slideväxter, sumakväxter, törelväxter, ärtväxter och verbenaväxter.

### Samhällen
Hypotrigona gribodoi är som nämnt ett socialt bi och upprättar bokolonier inuti relativt smala trädgrenar av träd ur släktena fikusar (i familjen mullbärsväxter), Heeria (sumakväxter), Xanthocercis (ärtväxter) och Spirostachys (törelväxter). Det förekommer även att bona byggs i hus som lerväggar, trädetaljer (timmerramar, förster- och dörrfoder, taktimmer), elektriska kopplingsdosor och uttorkade rör. Också andra timmerdetaljer som telefon- och elstolpar kan utnyttjas. Boet kan innehålla från ett 100-tal till flera 1 000 individer. Kolonierna försvaras aggressivt mot andra bin, inklusive artfränder från andra kolonier, vanligtvis genom att bita av vingarna på inkräktarna. En annan vanlig försvarsmetod är att dränka in inkräktarna i en blandning av kåda och gyttja. Boet har en huvudingång och ofta även ett antal mindre öppningar avsedda för nödutrymning. Cellerna byggs i oregelbundna grupper som hos humlor, och grupperas inte i några kakor. Arbetarna städar boet tidigt varje morgon, och deponerar avfallet just utanför ingången.

## Utbredning
Utbredningsområdet omfattar tropiska Afrika. Arten har även påträffats i södra Afrika som Zimbabwe och Sydafrika.